# 大宮火葬場
大宮火葬場（おおみやかそうば）は、埼玉県さいたま市北区にあった斎場である。

## 概要

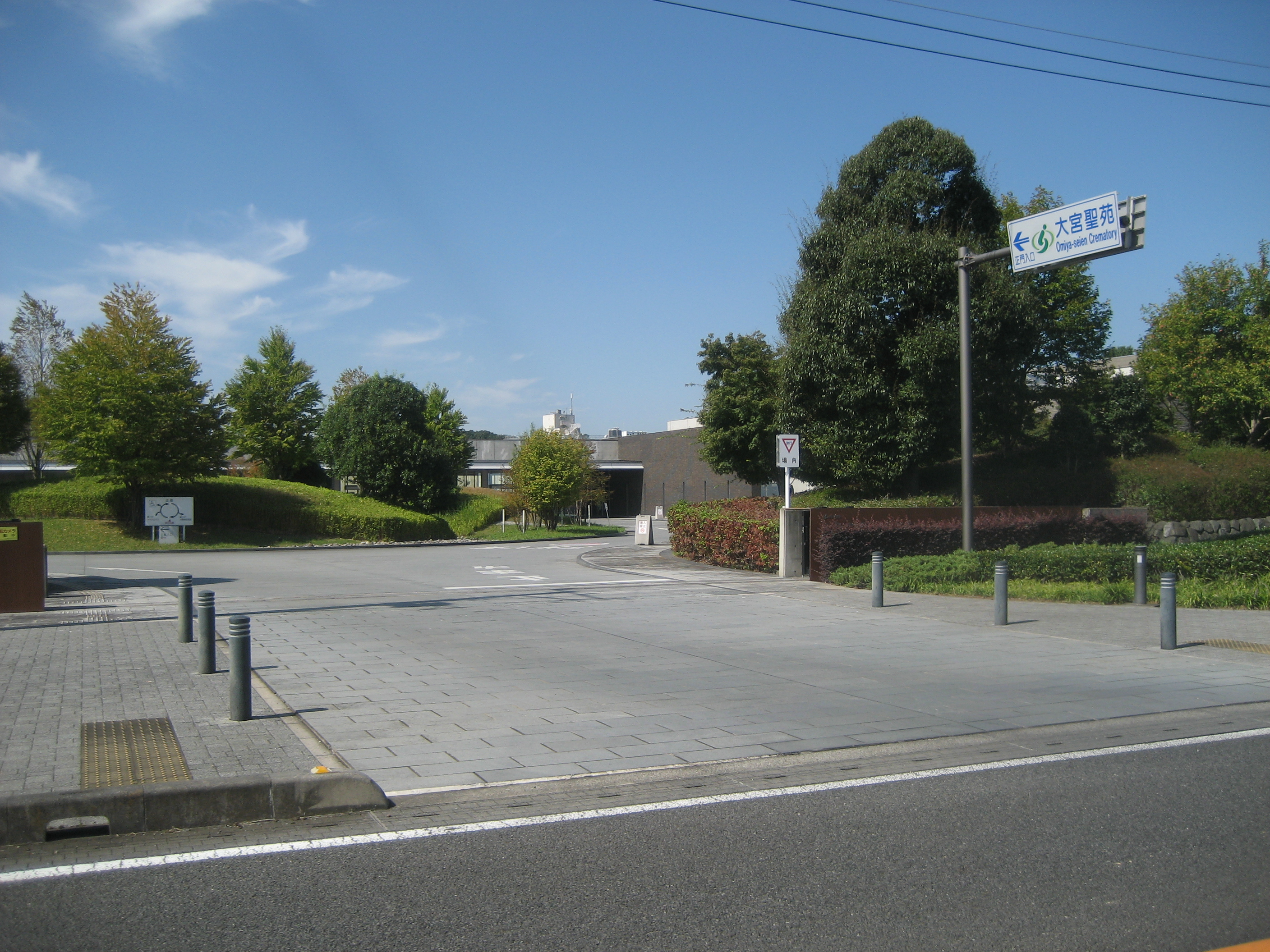
移転後の大宮聖苑

大宮町のころの1926年（大正15年）6月に現在の植竹町1-593に大宮火葬場が建てられた。大宮市になったあとは大宮市営大宮火葬場となった。2001年に浦和市、与野市と合併し、さいたま市となったあともさいたま市営大宮火葬場として市が運営していた。火葬場が当地に建設された理由としては、当時周囲は工場などが立地し、住民が少なかったことが起因している。しかし、市街地の拡大とともに火葬場の町としてイメージダウンを心配する声や移転を望む声が高まり、老朽化も相まって2001年頃から移転に着手した。 2004年5月に大宮聖苑が完成し、同年7月1日から使用が開始された。火葬場は解体されたが、火葬場という場所柄売却することもできず、跡地は高齢者生きがい活動センターとして市が所有している。また、周辺の工場（富士重工業大宮製作所）は北本市に移転し、その大規模な跡地にはステラタウンが建設された。移転後、火葬場の町というマイナスのイメージはかなり薄れている。